# Stabat Mater (Pergolesi)
Lo Stabat Mater (P.77) è una composizione sacra di Giovanni Battista Pergolesi del 1736 per soprano e contralto solisti, violini, viole e basso continuo.

## Storia
La composizione dello Stabat Mater fu commissionata a Pergolesi probabilmente nel 1734, dalla laica confraternita napoletana dei Cavalieri della Vergine dei Dolori di San Luigi al Palazzo, per officiare alla liturgia della Settimana Santa. Essa avrebbe dovuto sostituire la precedente versione di Alessandro Scarlatti, commissionata dalla medesima confraternita vent'anni prima.
La tradizione vuole che l'opera sia stata scritta nelle ultime settimane di vita del compositore e completata il giorno stesso della morte di Pergolesi (16 marzo 1736). Non si sa se questo aneddoto sia vero ma, da quanto si rileva dallo studio dell'autografo, l'autore ebbe una grande fretta di scrivere, confermata da numerosi errori tipici di chi ha poco tempo davanti a sé e dalla scritta in calce "Finis Laus Deo", quasi a mostrare il sollievo per aver avuto il tempo necessario per concludere l'opera.

La fonte di informazioni più antica sullo Stabat Mater del Pergolesi è costituita da un manoscritto, rimasto inedito, compilato intorno al 1820 da Giuseppe Sigismondo (1739-1826) che nel 1791 divenne archivista bibliotecario del Conservatorio della Pietà dei Turchini. Il manoscritto in cui fece confluire le sue ricerche, intitolato Apoteosi dell'arte musicale del Regno di Napoli, abbozza una storia della musica partenopea e descrive con dovizia di particolari l'ambiente musicale napoletano della seconda metà del '700, di cui l'autore fu testimone diretto. Il manoscritto contiene anche un Elogio di Giambattista Pergolesi che delinea una biografia del compositore e riferisce sulla genesi e sulla commissione dello Stabat Mater.
Bisogna sapere che nell'antica chiesa nel largo del R[ea]l Palazzo di Napoli, dedicata a S. Francesco di Paola, chiamata S. Luigi di Palazzo, eravi una confraternita di Cavalieri dedicata alla B[eata] Vergine de' dolori, in cui tutti i venerdì di marzo facevasi con solenne pompa l'esposizione del S[antis]S[i]mo e si cantava lo Stabat dello Scarlatti a 2 voci canto e alto con 2 violini. Stanchi i confratelli di sentire sempre la stessa musica e udendo la rinomanza del Pergolesi, lo pregarono a comporgliene un altro con sua nuova musica anche per 2 voci con 2 violini. Pergolesi accettò l'incarico e gli furono dati docati 10. Egli dopo partì per Roma né più pensò allo Stabat. Tornato in Napoli, attaccato da tisicia, con febre, estenuato nel corpo assai gracile per tante fatighe superiori alla sua età, fu mandato per guarirsi o migliorare alcun poco a respirare l'aere sulfurea di Pozzuoli nel casino del Duca di Maddaloni presso la chiesa de' Francescani, ove era mantenuto da questa illustre casa, assistito da quei religiosi e dai migliori medici di Napoli. Quivi fu ch'egli pressato dovette scriver lo Stabat. Infatti il maestro Francesco Feo, che l'amava oltre modo, essendosi portato una mattina a trovarlo e vedendolo a letto che stava scrivendo, lo sgridò fortemente, dicendogli che non era tempo quello di trapazzarsi a scriver musica: allora fu che Pergolesi rispose: "Ah, caro maestro, io scrivo uno Stabat a 2 voci per la Congregazione de' Cavalieri in S. Luigi di Palazzo per cui sin dall'anno passato mi diedero dieci ducati. Ma che? Ora debbo scriverlo e lo scrivo che non vale dieci bajocchi, tanto sto debole e sfinito; a Dio piaccia ch'io lo termini". Questo fatto me lo raccontò il Feo, il quale soggiunse ch'egli vi tornò dopo sei altri giorni e lo trovò moribondo. Passò quindi agli eterni riposi il dì 16 marzo 1736 e fu sepolto nella cattedrale di Pozzuoli.
Il racconto del Sigismondo è la fonte, diretta o indiretta, di tutti gli scritti e le rappresentazioni pittoriche che seguirono; da questo deriva altresì il racconto del Villarosa, per lungo tempo ritenuta la fonte più antica sulla biografia pergolesiana, che parafrasa molti passi del Sigismondo senza citare la fonte. Il racconto del Sigismondo, sebbene non sia esente da imprecisioni, sembrerebbe discendere da una tradizione diretta ed ha il pregio di non soggiacere al mito settecentesco del "genio di natura" né a quello ottocentesco dell'artista perseguitato dal destino.
Incrociando quanto riportato dal Sigismondo con le poche notizie sulla vicenda bibliografica pergolesiana a noi pervenute, si può supporre che la commissione dello Stabat Mater risalga agli ultimi mesi del 1734, poco prima della partenza del maestro per Roma. L'interruzione del lavoro Il tempo felice, commissionato per le nozze di Raimondo di Sangro, principe di Sansevero, con Carlotta Gaetani dell'Aquila d'Aragona, avvenuta probabilmente per l'aggravarsi delle condizioni di salute del compositore, costituisce una prova indiretta che la commissione dello Stabat Mater risale ad un'epoca ben precedente, tanto che il Pergolesi l'accettò.
Tuttavia, tale ricostruzione, manca, se si esclude il manoscritto del Sigismondo, di riscontri documentari precisi. I libri dei conti della Congregazione non contengono voci di pagamento né riferiti alla composizione di Pergolesi né a quella di Scarlatti (per quanto esistano riferimenti indiretti ad Alessandro Scarlatti, che per l'istituzione compose probabilmente i suoi due oratori in onore dell'Addolorata). Altre spese sono invece certificate, ma non v'è riferimento alle cerimonie che si tenevano - stando alle notizie riportate dal Sigismondo prima e poi dal Villarosa - nei venerdì di marzo: spese per i sette venerdì precedenti la festa della Beata Vergine dei Sette Dolori figurano soltanto a partire dal 1754.
Ciononostante, l'assenza di documenti contabili presso l'archivio della Confraternita (la cui inventariazione è peraltro parziale) non implica che le affermazioni del Sigismondo siano false. Difatti, avveniva spesso che per festività ricorrenti durante l'anno fosse qualche benefattore o un nobile adepto ad accollarsi le spese. Ciò spiegherebbe l'assenza di documenti di pagamento presso l'archivio dell'istituzione. Il principale indiziato è senz'altro il duca Marzio Domenico Carafa di Maddaloni, al servizio del quale Pergolesi entrò nel 1734. Sebbene non sia provata l'aggregazione del duca alla confraternita, è nota la tradizionale devozione della famiglia Maddaloni alla Vergine dei Sette Dolori e sussisteva un legame di lunga data tra i Maddaloni e la Confraternita. La Gazzetta di Napoli testimonia, inoltre, che per la ricorrenza della festa della Vergine dei Sette Dolori, almeno tra il 1709 e il 1739, a farsi carico delle pese per la musica erano i Maddaloni.
La mancanza di prove documentarie decisive lascia il campo aperto ad altre ipotesi. Secondo una di queste, avanzata di recente da Francesco Degrada, in seguito alla scoperta che Pergolesi era membro della Congregazione de' Musici eretta in San Nicolò alla Carità de' reverendi Padri Pij Operaij sotto il titolo di Maria Addolorata, non si può escludere che lo Stabat Mater sia legato a questo ambiente (l'ipotesi vale anche per i due Salve Regina) data la particolare devozione della Congregazione alla Vergine, e che la musica sia poi stata richiesta dai Cavalieri dell'Arciconfraternita della Beata Vergine dei Dolori ed eseguita in San Luigi di Palazzo.
Non si può non riportare, inoltre, che esisteva un'altra confraternita napoletana che era solita promuovere nei venerdì di marzo pratiche devozionali del tutto simili a quelle descritte dal Sigismondo. Non è dunque impossibile escludere che il Sigismondo abbia scambiato le pratiche di questa congregazione don quelle della Confraternita dei Sette Dolori.

## Caratteristiche
Nella stesura Pergolesi si mantenne fedele in linea di principio con l'esperienza di Scarlatti: simile è la strumentazione per archi e basso continuo, inalterata la presenza nelle parti solistiche delle due sole voci di soprano e contralto. Entrambi i compositori suddividono la sequenza in una serie di duetti ed arie solistiche, così come era di prassi nel XVIII secolo: i numeri musicali infatti sono 12 per Pergolesi (13, se si considera l'Amen come sezione a sé) e ben 18 per Scarlatti. Ciò indica quanto la versione pergolesiana sia più breve e più concisa rispetto alla precedente: infatti, considerando l'intera sequenza composta da 20 stanze, il rapporto fra i diciotto numeri musicali di Scarlatti è quasi di un numero per stanza. Il lavoro di Pergolesi quindi è più compatto, ma al contempo non rinuncia alla struttura tradizionale così accentuata in quello precedente, nonostante le concezioni armoniche e melodiche risultino innovative ed al passo con le tendenze della musica di scuola napoletana ed europea. In effetti, può essere stata questa la ragione che spinse la confraternita a sostituire il lavoro di Scarlatti con una composizione "alla moda".
Le innovazioni nel campo della musica sacra, sebbene incontrino maggior difficoltà ad attecchire rispetto a quelle di altri generi, trovano invece un'unitaria compostezza nello Stabat Mater di Pergolesi: ciò avviene da un punto di vista stilistico grazie all'approdo ad una prospettiva più squisitamente sentimentale (teoria degli affetti), incentrata sul pathos del testo sacro e, da un punto di vista tecnico-compositivo, grazie all'alleggerimento degli austeri toni presenti nella versione scarlattiana. Ciò non implica un completo abbandono delle forme tipiche della tradizione sacra - presente per esempio nei richiami arcaizzanti di alcuni passaggi del Fac, ut ardeat cor meum - ma esse si compendiano in un perfetto bilanciamento con i drammatici trilli del Cujus animam gementem o nell'interpretazione dei toni dell'anima con il Fac me vere tecum flere.
Il nuovo stile è legato anche al cambiamento generale che si verifica, in quegli anni, nell'atmosfera intellettuale e di conseguenza nell'approccio alla religione. La proiezione nella sfera religiosa del sentimento ne fa un'esperienza profondamente umana, di natura soggettiva ed emozionale. Non stupisce, dunque, che la musica del Pergolesi ritragga una Vergine che nulla ha di ieratico ma che è, invece, donna e madre e il cui dolore è tratteggiato con intensa e commossa partecipazione umana.
Tali caratteristiche fanno di questo lavoro uno dei più importanti esempi della musica italiana del '700.

## Successo della composizione
Lo Stabat Mater ha sempre goduto di una certa notorietà. Molti musicisti si ispirarono ad esso in alcune loro composizioni, quali ad esempio Giovanni Gualberto Brunetti, Camillo De Nardis e Giovanni Paisiello. Jean-Jacques Rousseau apprezzò molto il lavoro, arrivando a definire il movimento di apertura come "il duetto più perfetto e toccante che sia sgorgato dalla penna di qualsiasi Musicista". Joseph Eybler, amico di Mozart e maestro di cappella a Vienna, sostituì alcuni duetti ed ampliò l'orchestra in un suo riadattamento.

Già nel 1739, a soli tre anni dalla morte del compositore, Charles de Brosses, che aveva ascoltato la composizione durante un suo viaggio in Italia, osservò a proposito dell'autore che
on ne peut écrire avec plus de facilité, de grâces et de goût
e, riguardo alla composizione, che
on regarde [...] son Stabat Mater comme le chef-d'œuvre de la musique latine
aggiungendo che
Il n'y a guère de pièce plus vantée que celle-ci pour la profonde science des accords
Il 16 aprile del 1752 lo Stabat Mater ebbe la sua prima esecuzione pubblica a Parigi, nell'ambito del Concert Spirituel che aveva sede al Palais des Tuileries; negli anni successivi la composizione pergolesiana sarebbe stata regolarmente programmata in varie occasioni, tanto da divenire una consuetudine per il pubblico parigino. Data la frequenza con cui compare nei programmi delle sale parigine l'opera finisce per essere coinvolta nelle polemiche della Querelle des Buffons, che vede contrapposti i partigiani della musica francese a quelli della musica italiana. L'abbondanza degli scritti teorici e critici prodotti contribuì non solo a consolidare la fama dello Stabat Mater ma anche a consacrare il mito pergolesiano e ad amplificarlo su scala europea.

Ciononostante, non mancarono i detrattori. Padre Giovanni Battista Martini fu solo uno dei molti, più conservatori, che criticarono lo stile "leggero" e operistico della composizione, trovandolo non troppo dissimile dall'opera buffa La serva padrona e, pertanto, inadatto a veicolare il pathos che il testo esprimeva.
Questa composizione del Pergolesi, se si confronti con l'altra sua dell'intermezzo intitolato La Serva Padrona, si scorge affatto simile a lei, e dello stesso suo carattere, eccettuatine alcuni pochi passi. In ambedue si veggono lo stesso stile, gli stessi passi, le stesse stessissime delicate e graziose espressioni. E come mai quella musica, che è atta ad esprimere sensi burlevoli e ridicoli, come quella della Serva Padrona, potrà essere acconcia ad esprimere sentimenti pii, devoti e compuntivi [...]? Questi sentimenti sono troppo tra di loro contrarj, perché una stessa stessissima musica possa esprimerli entrambi.
Il musicologo Johann Nikolaus Forkel scrisse che "l'atmosfera di pietà e devozione con cui [Pergolesi] è stato capace di avvolgere questa composizione ha raggirato l'inesperto amatore con la sua ipocrisia, e ha ottenuto per sé una fama che è piuttosto immeritata".
Quest'ultima fu un'affermazione piuttosto sfacciata da parte di uno dei primi biografi di Johann Sebastian Bach (per nulla un inesperto amatore) che ritenne il pezzo di valore, abbastanza da arrangiarlo per suo uso personale in Lipsia. Bach utilizzò la musica del Pergolesi nel suo mottetto Tilge, Höchster, meine Sünden (BWV 1083) apportando qualche modifica per adattarla al testo del Salmo 51. Lavorò altresì sulla strumentazione, ad esempio svincolando la viola dal raddoppio del basso, e portò l'Amen finale nel modo maggiore allungandolo fino a quasi raddoppiarne la lunghezza. Tra gli altri che attuarono modifiche all'opera è doveroso citare Paisiello: il compositore rocchese, tra i massimi esponenti della scuola napoletana ampliò la composizione, utilizzando l'orchestra intera (con archi e legni) invece che i soli archi e il basso continuo e aggiungendo un tenore e un basso. Inoltre, pur mantenendo le 12 parti originali, distaccò l'Amen che venne riscritto a 4 voci. Sebbene all'apparenza sembri trattarsi di una composizione per quattro voci, lo Stabat Mater del Paisiello è una composizione a due voci: quando il basso e il tenore cantano, semplicemente cantano un'ottava sotto le parti originariamente affidate al soprano e al contralto. Questa profonda attinenza all'originale del Pergolesi è esplicita anche nelle intenzioni dello stesso Paisiello, "senza discostarsi dall’originale".
Verso la fine del Settecento prevale, nei paesi tedeschi, un'ammirazione nella quale si avverte già l'eco del Romanticismo incipiente. Che Pergolesi e il suo Stabat Mater giocassero qualche ruolo nella formazione dell'estetica romantica è provato da vari scritti, tra cui quelli di C.F.D. Schubart e W.H. Wackenroder.

## Organico
| Archi                                         |
| --------------------------------------------- |
| Violini I, Violini II, Viole, Basso continuo. |
| Voci                                          |
| Soprano solo, Contralto solo                  |

## Struttura musicale
L'opera è una cantata, divisa come voleva la prassi italiana del XVIII secolo, con arie e duo. Pergolesi suddivide il testo nelle 12 (13) parti, di seguito è riportata la suddivisione del manoscritto di Montecassino secondo l'edizione di Andreas Schein:
1. Stabat Mater dolorosa, duo in fa minore, Grave in ;
2. Cuius animam gementem, aria per soprano in do minore, Andante amoroso in 38;
3. O quam tristis et afflicta, duo in sol minore, Larghetto in ;
4. Quae moerebat et dolebat, aria per contralto in mi♭ maggiore, Allegro giocoso in 24;
5. Quis est homo, qui non fleret, duo in do minore, Largo in , include la terzina seguente del testo, Quis non posset contristari, e si conclude con un duo in Allegro in 68 sul Pro peccatis suae gentis, sempre in do minore;
6. Vidit suum dulcem natum, aria per soprano in fa minore, duo in fa minore, A Tempo Giusto in ;
7. Eja, Mater, fons amoris, aria per contralto in do minore, Andantino in 38;
8. Fac, ut ardeat cor meum, duo fugato in sol minore, Allegro in ;
9. Sancta Mater, istud agas, duo in mi♭ maggiore, A Tempo Giusto in , include la quattro terzine seguenti del testo: Tue nati vulnerati, Fac me vere tecum flere, Juxta crucem tecum stare e Virgo virginum praeclara;
10. Fac, ut portem Christi mortem, aria per contralto in sol minore, Largo in , include la terzina seguente, Fac me plagis vulnerari;
11. Inflammatus et accensus, duo in si♭ maggiore, Allegro ma non troppo in , include la terzina seguente Fac me cruce custodiri;
12. Quando corpus morietur, duo in fa minore, Largo Assai in ;
13. Amen, duo fugato in fa minore, Presto Assai in .

## Analisi formale
Si fornisce, di seguito, un utile prospetto che mostra la suddivisione della composizione e riassume le principali caratteristiche formali di ogni sezione secondo la suddivisione in 12 parti.
| 1 2 ) |  |
| 3 6   |  |
| 4 5 ) |  |
|       |  |

|        |  |  |  |
| D E C' |  |  |  |
|        |  |  |  |
|        |  |  |  |

|       |     |         |
| S) A) | 1   | 2 3     |
| S) A) | 1   | 2 3     |
| S) A) | 1   | 3 3 2 3 |
| S) A) | 1   | 3       |
| S) A) | 1 2 | 3       |

| Divisione in sezioni |    |                      |
| A'                   | B' |                      |
| A'                   | B' |                      |
| A2                   | B2 |                      |
| A2                   | B2 |                      |
| A3                   | B3 |                      |
| A3                   | B3 |                      |
| A4                   | B4 |                      |
| A4                   | B4 |                      |
| A5                   | C  | (chiusa orchestrale) |
| A5                   | C  |                      |

## Analisi armonica[23]
Se la forma dello Stabat Mater di Pergolesi è semplice e soggiace al testo, lo stesso non può dirsi della sua armonia. La complessità armonica si manifesta in un frequente uso di accordi alterati, progressioni cromatiche, che sono tratto caratteristico della composizione, sequenze armoniche usate con maestria e l'uso mirabile del materiale contrappuntistico e non armonico. Come evidenziato nella tesi di Phyllis D. Carpenter, un'analisi percentuale degli accordi presenti nello Stabat Mater rivela che il 3.95% degli accordi sono accordi di settima alterati e l'1.3% sono di terza alterati, superando la media, rispettivamente di 1.2% e 0.3%, delle composizioni di J. S. Bach.

### Armonizzazione "canonica"
Un'analisi dei movimenti del basso delle prime due parti mostra che i movimenti più frequenti sono quelli di quinta (la quarta è considerata inversione della quinta e dunque ivi conteggiata), seguiti da quelli di seconda (la settima è considerata rivolto). Meno consueti sono i movimenti per terze o seste e per ottave o unisoni. Sebbene, come suddetto, il sapiente uso dei cromatismi domina la composizione e si riconosce facilmente come una firma del maestro jesino, la maggior parte delle progressioni non si discostano molto dalle consuetudini e dallo stile dell'epoca. È interessante notare come non tutte le progressioni conducano ad una modulazione, come nel caso delle progressioni alle battute 101-103 della parte 3, bb. 4-6 pt. 5 e bb.19-21 pt. 12. Nel caso delle progressioni cromatiche, ne è esempio interessante la progressione a bb. 33-35 pt. 1, generata da una serie di dominanti in sequenza.

### Accordi diatonici
Nella composizione gli accordi di triade maggiore sono più frequenti di quelli di triade minore, la triade diminuita è meno frequente e l'eccedente è rara. Un esempio dell'uso che Pergolesi fa di quest'ultimo accordo è a b. 31 pt. 1, dove compare un III♯4 al terzo tempo.
La settima di prima specie è la più comune, seguita dalle settime di seconda, quinta e terza specie. A b. 3 pt. 3 si nota un arpeggio che sottolinea un accordo di settima di sesta specie. Nell'intero Stabat Mater appare un unico accordo di nona, a b. 63 pt. 9, con annessa un re naturale di passaggio nel basso contro un re bemolle tenuto alle voci superiori.

### Accordi alterati
Come già esposto in precedenza, la presenza degli accordi alterati all'interno della composizione è ingente, se si paragona il lavoro ad altri più o meno contemporanei. Il grado che viene alterato più spesso, in entrambi i modi minore e maggiore, è il 4°, sebbene la maggior parte delle alterazioni, in generale, si ritrovano nelle tonalità minori. L'unica sesta eccedente usata è quella Italiana, presente, ad esempio, a b. 18 pt. 5 e qui di passaggio ed usata tra due accordi di dominante. Raro è l'accordo di sesta napoletana, ad esempio a b. 54 pt. 9. La settima di quinta specie, sebbene non molto comune, è però presente anche come accordo alterato, come ad esempio a b. 17 pt. 6. A b. 33 pt. 4 compare un IV7♯4, mentre a b. 4 pt. 6 vi è un esempio del poco usato accordo II♭6. L'accordo in prima posizione di settima di prima specie è anch'esso poco usato, si trova un esempio a b. 41, pt. 11.

### Cadenze
Pergolesi fa uso di tutte le cadenze più usate a suo tempo, in particolare la cadenza perfetta è assai frequente ed ogni parte si conclude con questo tipo di cadenza. Le cadenze sospese sono anch'esse assai comuni e la preferita è la cadenza sospesa alla dominante, dove l'accordo di dominante è spesso preceduto da un accordo di settima diminuita, come si evince a b. 32 pt. 1. La cadenza d'inganno è utilizzata sovente, altra cifra stilistica del compositore, mentre la cadenza perfetta è spesso deviata da una progressione d'inganno, come alle bb. 9-11 pt. 1.

### Materiale non armonico
Il materiale non armonico di Pergolesi consiste principalmente in note di passaggio, ritardi, note di volta, anticipazioni, appoggiature, note sfuggite e pedali. Così come gli accordi, è possibile suddividere il materiale non armonico in diatonico e cromatico, dove il primo è assai più diffuso del secondo. Così come le progressioni cromatiche, l'uso di materiale non armonico alterato è un tratto distintivo di Pergolesi. I gradi della scala più comunemente alterati risultano essere ♯I, ♭2, ♭3, ♯4, ♭6 e ♭7, ognuno di essi derivati diatonicamente. Il ♯4 è in assoluto il più usato.
Le note di passaggio costituiscono il materiale non armonico più diffuso e si presentano in qualsivoglia modo: ascendenti, discendenti, accentate e non, singole e doppie.
I ritardi sono piuttosto comuni nello Stabat Mater, in particolare sono usati i ritardi 9-8, 4-3, 7-6 e 2-3, sia in forma singola che doppia. Occasionalmente la risoluzione dei ritardi avviene su un cambio di accordo, ma ciò è raro. I più celebri tra i ritardi presenti nella composizione sono certamente quelli che aprono l'opera che conferiscono un'atmosfera singolare alla composizione. Non mancano i ritardi al basso, come alle bb. 11-12 pt. 2, sebbene siano meno comuni. Poco frequenti sono i ritardi doppi, presenti sporadicamente, e le successioni di ritardi, di cui si ha un esempio alle bb.13-18 pt. 13. I ritardi che risolvono per salto o ascendendo sono rari, si può osservarne un esempio a b. 7 pt. 12.
Le note di volta superiori o inferiori sono anch'esse assai presenti, solitamente singolarmente anche se non mancano le note di volta doppie. Le note di volta sono costruite sia diatonicamente che cromaticamente, ossia come note alterate, come si nota alle bb. 4 pt. 1, dove il sol'♭' di volta al basso è alterato ed è un ♭2 in tonalità di fa minore. Si noti anche il procedere cromatico per giungere all'accordo di prima specie.
Le anticipazioni sono piuttosto usate, in particolare si sottolinea l'interessantissima successione di anticipazioni nella melodia della seconda parte, corresponsabili col ritmo della forte incisività del tema.
Le appoggiature sono anch'esse diatoniche o alterate, abbastanza usate.
Meno frequenti sono, invece le note sfuggite.
Le note cambiate sono, in assoluto, il materiale non armonico meno usato. Si trova un esempio alle bb. 20-22 pt. 5.
Il pedale è più frequente sulla dominante che sulla tonica, nello Stabat Mater, ed è possibile ritrovare pedali in inversione, come quello alle bb. 36-40 pt. 11 dove il pedale è affidato al contralto (raddoppiato dal secondo violino).

### Modulazione
Le tecniche di modulazione impiegate da Pergolesi vanno da quelle più consuete a quelle cromatiche e per sequenza, sino alla modulazione per tono comune, e conducono per lo più a toni vicini, sebbene anche la modulazione a toni lontani è adottata (ciò è facilmente visibile dal prospetto sopra).
La modulazione in sequenza è la più usata nello Stabat Mater, come si nota alle bb. 1-3 pt. 10 o alle bb. 64-69 pt.7.
La modulazione cromatica è meno frequente, così come quella per accordo comune (bb. 1-3 pt. 5).
Rara è, invece, la modulazione per tono comune.

## Analisi melodica e ritmica

### Caratteristiche ritmiche del testo
L'influenza della nuova arte della musica mensurale, sviluppatasi tra il XII e il XIII secolo, generò un senso più scrupoloso di regolarità ritmica che non era presente nella poesia precedente. Nel caso dello Stabat Mater (testo tradizionalmente attribuito a Jacopone da Todi) si tratta di tetrametri trocaici (— ∪ — ∪ | — ∪ — ∪ || — ∪— ∪ | — ∪ — ∪). Dei 240 accenti, solo 4 sono anticipati (— — ∪ | ∪ — ∪ — || — — ∪ | ∪ — ∪ —) e soltanto 2 posposti (∪ — — | ∪ — ∪ — || — ∪ ∪ | — — ∪).

### Linea melodica
Le linee melodiche di Pergolesi sono, nella loro semplicità, intensamente espressive, ricche di effetti imitativi, ripetizioni, successioni e sincopi, che sono una caratteristica di molte delle sue melodie. Come già accennato in precedenza, è il testo a governare i movimenti ritmici: fatta eccezione per la parte 10, lunghe linee melodiche su una sillaba sono evitate nelle parti meno contrappuntistiche, mentre sono presenti fioriture sulle sillabe singole nelle parti fugate (8 e 13). Ciononostante, la scrittura ritmica è mai complessa e mantiene una certa linearità.
Il movimento per grado congiunto, e diatonico e cromatico, è largamente usato, così come sono comuni i salti di quarta, quinta, terza maggiore e minore, sesta maggiore e minore e ottava. Di norma i salti di terza e sesta delineano un'armonia accordale. Il salto di settima minore ascendente non è inconsueto, mentre il corrispettivo discendente è raro. Gli intervalli di seconda eccedente e settima diminuita sono usati con moderazione, sebbene il secondo intervallo è più comune del primo in caso di salto discendente. Molto rari i salti di quarta diminuita e quinta eccedente.
La linea melodica presenta, a volte, delle terze spezzate.
La ripetizione è un'altra firma del Pergolesi, ma vista la semplicità ritmica, contrapposta anche alla complessità armonica, non risulta pesante o monotona.
Le voci soliste sono di norma raddoppiate all'unisono o all'ottava dall'orchestra.
Le imitazioni sono solitamente agli intervalli di quinta e ottava.

## Discografia

### Incisioni in studio
| Anno | Cast (Soprano, contralto)                  | Direttore            | Etichetta                 |
| ---- | ------------------------------------------ | -------------------- | ------------------------- |
| 1959 | Bruna Rizzoli, Claudia Carbi               | F. Molinari Pradelli | Phlips                    |
| 1966 | Evelyn Lear, Christa Ludwig                | Lorin Maazel         | Philips                   |
| 1972 | Mirella Freni, Teresa Berganza             | Ettore Gracis        | Archiv Produktion         |
| 1985 | Margaret Marshall, Lucia Valentini Terrani | Claudio Abbado       | Deutsche Grammophon       |
| 1989 | Emma Kirkby, James Bowman                  | Christopher Hogwood  | Éditions de l'Oiseau-Lyre |
| 1993 | June Anderson, Cecilia Bartoli             | Charles Dutoit       | Decca Records             |
| 1994 | Eva Mei, Marjana Lipovšek                  | Nikolaus Harnoncourt | Teldec                    |
| 1999 | Barbara Bonney, Andreas Scholl             | Christophe Rousset   | Decca Records             |
| 2006 | Bettina Rubortone, Chiarastella Onorati    | Flavio Emilio Scogna | Tactus                    |
| 2011 | Anna Jur'evna Netrebko, Marianna Pizzolato | Antonio Pappano      | Deutsche Grammophon       |
| 2012 | Valer Sabadus, Terry Wey                   | Michael Hofstetter   | Oehms Classic             |
| 2021 | Giulia Semenzato, Lucile Richardot         | Riccardo Minasi      | harmonia mundi            |

### Registrazioni dal vivo
| Anno | Cast (Soprano, contralto)                  | Direttore        | Registrazione                     |
| ---- | ------------------------------------------ | ---------------- | --------------------------------- |
| 1968 | Gundula Janowitz, Maureen Forrester        | Claudio Abbado   | Großes Festspielhaus              |
| 1979 | Katia Ricciarelli, Lucia Valentini Terrani | Claudio Abbado   | Abbazia di Ossiach                |
| 2007 | Rachel Harnisch, Sara Mingardo             | Claudio Abbado   | Auditorium Teatro Manzoni Bologna |
| 2014 | Valer Sabadus, Philippe Jaroussky          | Christina Pluhar | Ludwigsburger Schlossfestspiele   |